# Atypische Netznutzung
Die Atypische Netznutzung ist eine verbraucherseitige Entlastung des Bedarfs an elektrischer Energie zu bestimmten Spitzenlastzeiten von großen Stromverbrauchern, die so ein vermindertes Netzentgelt geltend machen können.
Sie liegt gemäß § 19 Stromnetzentgeltverordnung (StromNEV) vor, wenn der Höchstlastbeitrag eines Letztverbrauchers von der zeitgleichen Jahreshöchstlast aller Entnahmen aus dieser Netz- oder Umspannungsebene erheblich abweicht.

## Hintergrund
Im Rahmen der Energiewende kommt es zu grundlegenden Veränderungen innerhalb des Energiemarktes. Als Herausforderung ist hierbei die Integration erneuerbarer Energien unter gleichzeitiger Aufrechterhaltung der erforderlichen Netzstabilität anzusehen. Aufgrund der Kosten des Netzausbaus geraten Lösungsansätze zur Optimierung der Netzauslastung zunehmend in den energiepolitischen Fokus.

### Gesetzliche Rahmenbedingungen
Die am 29. Juli 2005 in Kraft getretene Stromnetzentgeltverordnung regelt im liberalisierten Energiemarkt die Festlegung der Methode zur Bestimmung der jeweiligen Netznutzungsentgelte. Jegliche Sonderformen der Netznutzung werden im § 19 der StromNEV beschrieben, der für netzentlastend agierende Verbraucher ein individuelles Netzentgelt vorsieht. Das individuelle Entgelt ist vom Netzbetreiber anzubieten und hat dem besonders netzentlastenden Verhalten in angemessener Art und Weise Rechnung zu tragen. Dabei darf es nicht weniger als 20 Prozent des veröffentlichten Netzentgeltes betragen. Eine Vereinbarung individueller Netzentgelte bedarf stets der Genehmigung durch die zuständige Regulierungsbehörde.

## Netznutzung zu besonderen Zeiten
Hauptvoraussetzung für einen verbraucherseitigen Anspruch auf individuelles Netzentgelt ist die vorhersehbar erhebliche Abweichung dessen Höchstlastbeitrags von der jeweiligen Jahreshöchstlast innerhalb der Netzebene. Atypisches Verbrauchsverhalten liegt somit vor, wenn die Zeitpunkte des maximalen Energiebezugs (Höchstlast) eines Netzkunden außerhalb der vom Netzbetreiber veröffentlichten Hochlastzeitfenster (Zeitraum der maximalen Netzlast) liegen. Eine Ermittlung der tatsächlichen Jahreshöchstlast kann nur ex post stattfinden. Bezüglich der Berechnung individueller Netzentgelte kommt den Hochlastzeitfenstern eine zentrale Rolle zu.

### Hochlastzeitfenster
Hochlastzeitfenster sind stets durch den Netzbetreiber zu ermitteln. Die Bundesnetzagentur (BNetzA) gibt hierfür ein einheitliches Berechnungsverfahren vor. Dabei hat die Ermittlung der Hochlastzeitfenster für jeden Netzbetreiber sowie jede Netz- und Umspannungsebene gesondert zu erfolgen. Relevant ist stets die Entnahmeebene, aus welcher der Letztverbraucher elektrische Energie entnimmt. Datenbasis zur Ermittlung der Hochlastzeitfenster sind der Zeitraum September bis Dezember des Vor-Vor-Jahres sowie die Monate Januar bis August des dem Genehmigungszeitraum vorhergehenden Kalenderjahres (Referenzzeitraum). Hinsichtlich der Bildung eines Hochlastzeitfensters sind nach Vorgaben der BNetzA zwei Kurvenverläufe zu bestimmen.
Zunächst gilt es, eine Maximalwertkurve des Tages für unterschiedliche Jahreszeiten zu bilden. Hierbei gestalten sich die in Betracht zu ziehenden Zeiträume der Jahreszeiten wie folgt.
| Jahreszeit | Zeitraum                        |
| ---------- | ------------------------------- |
| Frühling   | 1. März bis 31. Mai             |
| Sommer     | 1. Juni bis 31. August          |
| Herbst     | 1. September bis 30. November   |
| Winter     | 1. Dezember bis 28./29. Februar |

Die Maximalwertkurve ergibt sich aus den viertelstündigen Maximalwerten der betrachteten Jahreszeit. Man vergleicht hierfür alle tagesbezogenen Lasthöchstwerte eines viertelstündigen Betrachtungszeitraums miteinander. Der daraus resultierende Maximalwert geht für den betrachteten Zeitraum in die Maximalwertkurve ein. Dies hat für alle 96 Zeitfenster eines Tages zu erfolgen. Zur abschließenden Bestimmung der Hochlastzeitfenster ist eine um 5 % reduzierte Jahreshöchstlast zu ermitteln. Dieser Wert ist unabhängig von den Jahreszeiten für das ganze Jahr gültig und fungiert als Trennlinie für die Hochlastzeitfenster. Aus den Schnittpunkten der Trennlinie mit den jahreszeitenspezifischen Maximalwertkurven resultieren die jeweiligen Hochlastzeitfenster, die vom Netzbetreiber bis spätestens 31. Oktober jeden Jahres zu veröffentlichen sind. Gültig sind die Hochlastzeitfenster ausschließlich an Werktagen. Wochenenden, Feiertage und maximal ein Brückentag sowie die Zeit zwischen Weihnachten und Neujahr gelten als Nebenzeiten, da der Eintritt der zeitgleichen Jahreshöchstlast an diesen Tagen aller Wahrscheinlichkeit nach nicht zu erwarten ist.

### Erheblichkeitsschwelle
Um infolge atypischer Netznutzung vermindertes Entgelt geltend machen zu können, muss die Höchstlast des Letztverbrauchers innerhalb des Hochlastzeitfensters einen ausreichenden Abstand zu seiner absoluten Jahreshöchstlast aufweisen. Dadurch wird gewährleistet, dass der verbraucherseitige Höchstlastbeitrag erheblich von der prognostizierten Jahreshöchstlast übriger Entnahmen abweicht. Somit sind, abhängig von der jeweiligen Netzebene, entsprechende prozentuale Mindestabstände (Erheblichkeitsschwellen) einzuhalten. Weitere Grundvoraussetzung ist ein Mindestverlagerungspotential von 100 kW. Dieser sogenannte Erheblichkeitsabstand spiegelt die Differenz zwischen der höchsten Last des Letztverbrauchers im Hochlastzeitfenster und seiner absoluten Jahreshöchstlast wider.

#### Erheblichkeitsschwelle eines Letztverbrauchers
Bei einer Jahreshöchstlast von 700 kW und einer Höchstlast im Hochlastzeitfenster von 500 kW ergibt sich die Erheblichkeit zu:
{\displaystyle {\frac {700\,{\text{kW}}-500\,{\text{kW}}}{700\,{\text{kW}}}}\cdot 100=29\,\%}
Ebenso ist ein Antrag auf Genehmigung individuellen Netzentgelts gemäß § 19 Abs. 2 Satz 1 StromNEV nur dann genehmigungsfähig, wenn die prognostizierte Entgeltreduzierung mindestens 500 Euro beträgt (sogenannte Bagatellgrenze). Dadurch wird verhindert, dass die Transaktionskosten für die Bearbeitung des Antrags die Kostenreduzierung übersteigen.
| Netz-/Umspannebene | Erheblichkeitsschwelle |
| ------------------ | ---------------------- |
| HöS                | 5 %                    |
| HöS/HS             | 10 %                   |
| HS                 | 10 %                   |
| HS/MS              | 20 %                   |
| MS                 | 20 %                   |
| MS/NS              | 30 %                   |
| NS                 | 30 %                   |

## Ermittlung des individuellen Netzentgelts
Atypischen Netznutzern ist von Seiten der Netzbetreiber ein individuelles Entgelt zu gewähren, das grundsätzlich auf dem veröffentlichten, allgemeinen Netznutzungsentgelt basiert. Dieses ist den Preisblättern der Netzbetreiber für den entsprechenden Zeitraum zu entnehmen. Für die Berechnung des individuellen Entgelts ist der identische Arbeits- bzw. Leistungspreis wie zur Berechnung des allgemeinen Entgelts zugrunde zu legen. Eine Reduzierung des Entgelts ergibt sich demnach dadurch, dass für die Berechnung des Leistungsentgelts nicht die absolute Jahreshöchstleistung, sondern der geringere Leistungswert innerhalb der Hochlastzeitfenster veranlagt wird. Der verringerte Wert wird mit dem Leistungspreis multipliziert und anschließend dem unveränderten Arbeitsentgelt hinzugerechnet. Daraus kann eine maximale Verringerung des Entgelts um 80 Prozent im Vergleich zum allgemeinen Entgelt resultieren.
Netznutzern unter 2.500 Benutzungsstunden (Quotient aus Jahresverbrauch und Jahreshöchstleistung) wird eine Wahloption eingeräumt. Sie können für die Berechnung den allgemein gültigen Leistungs- bzw. Arbeitspreis oberhalb 2.500 Benutzungsstunden heranziehen. Hierfür muss sich der Netznutzer stets vor der Geltungsdauer der Vereinbarung entscheiden.

### Berechnungsbeispiel
Berechnungsbeispiel mit folgenden Datenannahmen:
- Jahreshöchstlast Letztverbraucher: 800 kW
- Höchstlast des Letztverbrauchers in Hochlastzeitfenstern: 500 kW
- Jahresarbeit Letztverbraucher: 3 GWh
- Leistungspreis: 70 €/kW
- Arbeitspreis: 0,50 Cent/kWh

| Netzentgelt | Leistungsentgelt | Arbeitsentgelt              | Gesamt   |
| ----------- | ---------------- | --------------------------- | -------- |
| allgemein   | 800 kW × 70 €/kW | 3.000.000 kWh × 0,005 €/kWh | 71.000 € |
| individuell | 500 kW × 70 €/kW | 3.000.000 kWh × 0,005 €/kWh | 50.000 € |

Erheblichkeitsschwelle ergibt sich bei Netzebene Niederspannung (30 %)
{\displaystyle {\frac {800\,{\text{kW}}-500\,{\text{kW}}}{800\,{\text{kW}}}}\cdot 100\,\%=37{,}5\,\%}
Somit ist die Erheblichkeitsschwelle überschritten.

## Genehmigung individueller Netzentgelte
Anträge sind spätestens bis zum 30. September des Jahres, für das die Genehmigung erstmals beantragt wird, bei der zuständigen Regulierungsbehörde zu stellen. Rückwirkende Beantragungen für vorausgegangene Kalenderjahre sind nicht gestattet. Um eine Beurteilung der Prognostizierbarkeit der jeweiligen Abweichungen von der Höchstlast zu ermöglichen, darf die Antragsstellung frühestens im Kalenderjahr vor dem Genehmigungszeitraum erfolgen. Eine endgültige Betrachtung des Nutzerverhaltens ist erst nach Abschluss des entsprechenden Zeitraums möglich. Stellt sich hierbei heraus, dass keine „tatsächliche“ atypische Netznutzung vorliegt, wird von einer Reduktion des Netzentgeltes abgesehen. Genehmigungen werden durch die zuständige Beschlusskammer generell nur unbefristet erteilt.
Aufgrund der Übernahme der Erlösausfälle durch den vorgelagerten Übertragungsnetzbetreiber entfällt die bisherige Regelung, dass sich die Entgelte aller übrigen Netznutzer betroffener und nachgelagerter Ebenen nicht unwesentlich erhöhen dürfen.
Checkliste der Verbrauchsdaten gemäß § 19 Abs. 2 Satz 1 StromNEV für die Antragsbegründung
- Maximale Jahreshöchstleistung des Vorjahres
- Höchste Jahresleistung des Vorjahres innerhalb des Hochlastzeitfensters
- Im Vorjahr in Anspruch genommene Jahresarbeit
- Für das erste Genehmigungsjahr prognostizierte maximale Jahreshöchstleistung
- Für das erste Genehmigungsjahr prognostizierte höchste Jahresleistung innerhalb der Hochlastzeitfenster
- Für das erste Genehmigungsjahr prognostizierte Jahresarbeit
- Höhe der jeweils für die betroffene Entnahmeebene veröffentlichten allgemeinen Arbeits- und Leistungspreise[2]

### Zuruf- oder Abschaltregelungen
Infolge der Zuruf- oder Abschaltregelung kann sich der Endverbraucher dazu verpflichten, seine Leistung während eines bestimmten Zeitraums im Hochlastzeitfenster zu reduzieren. Dem Netzbetreiber wird dabei das Recht eingeräumt, den Verbrauch des Endverbrauchers per Fernsteuerung zu reduzieren. Dadurch wird eine Flexibilisierung der Hochlastzeitfenster in den Randbereichen erreicht, ohne das Prinzip der Ermittlung von Hochlastzeitfenstern ad acta zu legen. Ebenso denkbar ist eine Verpflichtung des Endverbrauchers zur dauerhaften Leistungsverringerung innerhalb der Hochlastzeitfenster. In Ausnahmefällen kann der Netzbetreiber dabei die Berechtigung erteilen, zeitweilig von einer solchen Drosselung abzusehen.
Es ist jedoch nicht möglich, die notwendigen Prognoseentscheidungen ausschließlich anhand bestehender vertraglicher oder technischer Gegebenheiten zu treffen. Dadurch würde die Entscheidung nicht mehr auf Basis einheitlicher und für alle Endverbraucher verbindlichen Kriterien durch die BNetzA erfolgen, sondern anhand eigener Kriterien der Netzbetreiber.

### Nicht genehmigungsfähige Regelungen
Nicht genehmigungsfähig ist eine individuelle Netzentgeltvereinbarung, wenn
- Hochlastzeitfenster nachgelagerter Netz- und Umspannungsebenen stets Zeiträume vorgelagerter Ebenen einschließen (Top-Down-Überdeckung),
- die Entnahme durch Nachtspeicherheizungen bei der Ermittlung von Hochlastzeitfenstern nicht berücksichtigt wird,
- auch das Arbeitsentgelt reduziert wird,
- mehrere, räumlich nicht verbundene Abnahmestellen eines Letztverbrauchers zu einer virtuellen Abnahmestelle zusammengefasst werden
- oder es sich um saisonale Betriebe (z. B. Baustellen, Volksfeste) handelt, die einen Monatsleistungspreis in Anspruch nehmen können.[2]